# Người thương thuyết
Người thương thuyết (tiếng Anh: The Negotiator) là một phim hành động giật gân của Mỹ năm 1998 với bối cảnh diễn ra ở Chicago, Illinois (Hoa Kỳ) được phát hành ngày 29 tháng 7 năm 1998. Đạo diễn F. Gary Gray diễn viên chính Samuel L. Jackson và Kevin Spacey.

## Nội dung
Samuel L. Jackson đóng vai trung úy Danny Roman, một chuyên gia nổi tiếng trong lĩnh vực thương thuyết giải thoát con tin, bị cáo buộc là thủ phạm sát hại người đồng nghiệp Nathan 'Nate' Roenick.
Người thương thuyết bắt đầu khi Danny Roman thể hiện kỹ năng của mình khi liều mình trong một tình huống bắt cóc con tin. Chủ đề trung tâm của phim đã được bộc lộ trong cảnh đầu tiên khi Danny tin vào việc nói chuyện và thương lượng và một số người đồng nghiệp của ông tin vào việc sử dụng bạo lực.
Khi phải đương đầu với sĩ quan IAD, Thanh tra Niebaum, Roman buộc lâm vào tình cảnh phải bắt cóc con tin. Chris Sabian (Kevin Spacey) là người thương thuyết giải thoát con tin được Danny yêu cầu nói chuyện. Danny nhận thấy âm mưu ăn cắp tiền từ quỹ thương tật của cơ quan cảnh sát, đang được Nate điều tra trước khi anh bị giết, là động cơ đằng sau vụ việc Danny bị buộc tội giết Nate. Với sự hỗ trợ của Chris Sabian, Danny đã lật tẩy âm mưu và làm trong sạch tên mình.
Người thương thuyết được dành để tưởng nhớ diễn viên đóng vai Thanh tra Niebaum, J.T. Walsh, người đã mất nhiều tháng trước khi phim phát hành.
Nhiều cảnh trong phim cũng được sử dụng trong phim Light It Up. Một cảnh trong đó hai tay súng bắn tỉa triển khai dọc tòa nhà diễn ra trước khi phim kết thúc. Một cảnh khác là viên sĩ quan cảnh sát da màu chạm vào tai của anh ta để nghe rõ hơn âm thanh từ tai nghe sau khi Sabian nắm quyền kiểm soát và phát quảng bá nội dung đàm thoại tới tất cả các đơn vị.